# Oberstein (Idar-Oberstein)
Oberstein ist ein Stadtteil der Stadt Idar-Oberstein im Landkreis Birkenfeld in Rheinland-Pfalz.

## Geographie
Der Ortsteil bildet einen Teil des Kernstadtbereichs. Er besteht aus den Bereichen Altstadt, Hohl, Struth, Finsterheck und Barbararing. Durch ihn läuft der Fluss Nahe und die Bundesstraße 41, die den Fluss als Nahehochstraße komplett bedeckt.

## Geschichte
Der Stadtteil Oberstein war einst Sitz der Herrschaft Oberstein. Die Herren vom Stein, erstmals 1075 erwähnt, hatten ihren Sitz oberhalb der später errichteten Felsenkirche, auf der Burg Bosselstein, welche auch als „Altes Schloss“ bekannt ist. Sie teilten sich in die Linien der Oberstein, der Daun-Oberstein, und der Bossel vom Stein. Um 1320 erbauten die Daun-Obersteiner in Rufweite der Burg Bosselstein ihr neues festes Haus, welches heute als Schloss Oberstein bekannt ist.
1865 wurde Oberstein das Stadtrecht verliehen. Oberstein zählte nach 1815 zum Fürstentum Birkenfeld, das eine Exklave des Großherzogtums Oldenburg war.
Am 1. Oktober 1933 wurde Oberstein mit seinen Nachbargemeinden zur Stadt Idar-Oberstein zusammengefasst und diese 1969/70 um weitere Stadtteile ergänzt.

## Infrastruktur

### Ortsbild und Verkehr
In der Altstadt liegt die Fußgängerzone, der Bahnhof Idar-Oberstein, sowie der historische Marktplatz mit Blick auf die Felsenkirche und die Ruinen von Schloss Oberstein und Burg Bosselstein. Weiterhin das Stadttheater. Die Klotzberg-Kaserne hat als Hauptnutzer das Artillerielehrbataillon 345. Der größte Friedhof der Stadt mit Namen Almerich liegt zwischen Oberstein und Nahbollenbach. Auf der Grenze zwischen Idar und Oberstein steht das städtische Hallenbad. Im Bereich Finsterheck liegt einer der beiden Sportplätze, der zweite ist auf dem Volkesberg am Rande des Truppenübungsplatz Baumholder, dort befindet sich auch der Hundeplatz des VfR. Das Deutsche Mineralienmuseum liegt am Fuße der Altstadt, neben dem auch das Denkmal für die getöteten Juden steht. Auf dem Marktplatz ist die TouristInfo der Stadt. Die Edelsteinerlebniswelt ist am Kopf der Fußgängerzone in der Nähe des Busbahnhofes. In deren Nähe steht auch das Stadtarchiv und die Stadtbücherei. Zwischen den Ruinen der Burg Bosselstein und dem Alten Schloss liegt ein kleiner Schlossweiher, der ein beliebtes Ausflugsziel ist. Weiterhin läuft am Rande des Ortsteils der Nahe-Felsen-Weg, eine Traumschleife für Wanderer. Im Bereich Hohl ist ein Tierheim.
Die Stadtverwaltung befindet sich in der Georg-Maus-Straße. Die Wache 1 der Freiwilligen Feuerwehr Idar-Oberstein liegt in der Hommelstraße. Das Finanzamt und das Zollamt sowie die Polizei liegen in der Hauptstraße. In der Mainzerstraße unterhält die Obersteiner Baugenossenschaft, (OBG) ihre Geschäftsstelle die Wohnungen im gesamten Stadtgebiet von Idar-Oberstein vermieten. Das Amtsgericht und die Arbeitsagentur stehen ebenfalls in der Mainzer Straße. In der Wilhelmstraße befindet sich eine Geschäftsstelle des DGB. In der Schönlautenbach steht der Stützpunkt des Kreisverbandes des Roten Kreuzes. Die Kreissparkasse hat ihre Hauptverwaltung auf dem Platz auf der Idar. Das Dekanat für den Kreis Birkenfeld steht am Rilchenberg.
Die Verkehrsgesellschaft Idar-Oberstein fährt die verschiedenen Bereiche von Oberstein mit mehreren Linien an, die vom zentralen Busbahnhof aus abfahren.

### Bauobjekte

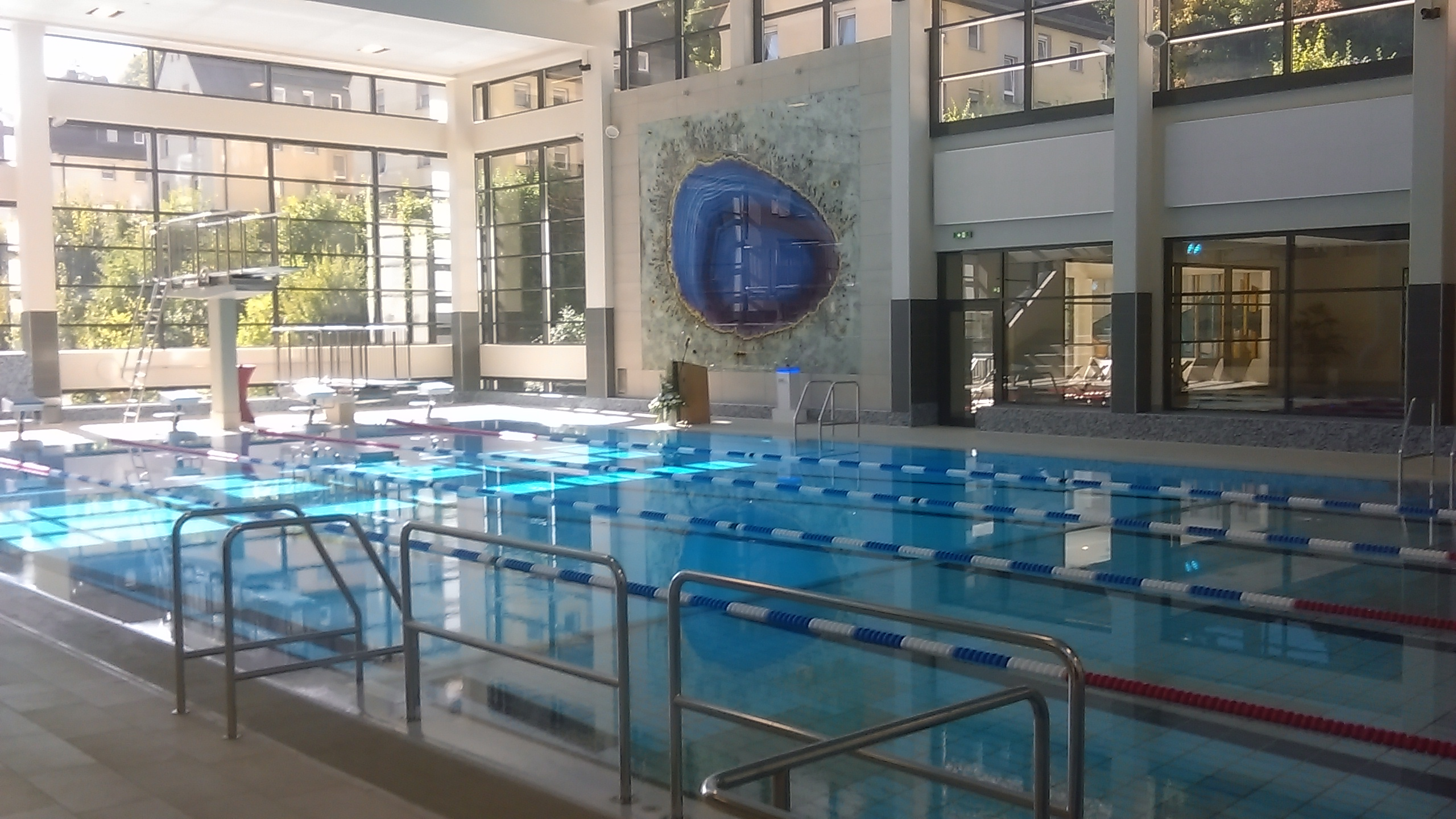
Neues Hallenbad Idar-Oberstein in der Hauptstraße

- Amtsgericht Idar-Oberstein, Mainzer Straße
- Ruine Burg Bosselstein, Schlossstraße
- Felsenkirche, Marktplatz
- Feuerwache 1, Hauptstraße
- Hallenbad Idar-Oberstein, Hauptstraße
- Jüdischer Friedhof Oberstein, Seitzenbachstraße
- Schillerschule (Stadtverwaltung) und Göttenbachaula, Georg-Maus-Straße
- Ruine Schloss Oberstein, Schlossstraße
- Stadttheater Idar-Oberstein, Wilhelmstraße
- Nahehochstraße, B 41

### Schulen
- Grundschule Oberstein, Wüstenfeldstraße
- Realschule Plus Auf der Hohl, Rostocker Straße

## Regelmäßige Veranstaltungen
In Idar-Oberstein hat sich eine Reihe jährlicher Veranstaltungen etabliert:
Am 27. Januar richten die Stadt und der Schalom e. V. einen Gedenktag an die Opfer des Nationalsozialismus aus. Am Rosenmontag wird ein Umzug ausgerichtet. Der DGB veranstaltet zum Tag der Arbeit am 1. Mai ein Fest auf dem Marktplatz.
Der Sommer ist ein Veranstaltungsschwerpunkt: Am ersten Juliwochenende richtet der Verband Wohneigentum das Siedlerfest auf dem Neuweg aus. Im Juli wird das Waldfest des Grubsche MGV 1843 abgehalten, dessen Tradition sich als Sommerpicknick bis ins 19. Jahrhundert zurückverfolgen lässt. Am ersten Augustwochenende finden der Edelstein- und Goldschleifermarkt unterhalb der Felsenkirche sowie parallel das Straßentheater-Festival in der Innenstadt statt. Üblicherweise von Mitte August bis Mitte September wird der Theatersommer ausgetragen, die Nachfolgeveranstaltung der früheren Schlosstage.
Auch zwei größere Sportveranstaltungen sind in Idar-Oberstein heimisch: Jeweils am letzten Samstag im Juni wird der Altstadtlauf ausgetragen, in sechs nach Alter und Länge aufgeteilten Klassen. Der Hauptlauf erstreckt sich über eine Distanz von 6,5 Kilometern. Im September wird der Treppenlauf ausgerichtet, welcher jeweils am Marktplatz startet und endet und auf zwei Distanzen ausgetragen wird: 5,4 Kilometer mit 350 Stufen und 268 Höhenmetern sowie 8,1 Kilometer mit 510 Stufen und 459 Höhenmetern.

## Persönlichkeiten
- Friedrich Iffland (1871–1944), Goldschmied und Politiker (SPD), Landtagsabgeordneter im Landtag Oldenburg
- Georg Noell (1852–1926), preußischer General der Infanterie
- Rudolf Schmidt (1886–1965), Rechtswissenschaftler
- August Kirschmann (1896–1967), Landtagsabgeordneter, Kommunalpolitiker in Oberstein
- Ernst Rudolf Huber (1903–1990), Rechtswissenschaftler
- Ilse Wild-Kussler (1924–2016), Malerin